# Classe Foscolo
La classe Foscolo fu una serie di undici navi da carico costruite per la Tirrenia di Navigazione tra il 1939 ed il 1947. Destinate alle rotte merci per il Nord Europa, lo scoppio della Seconda Guerra Mondiale ne mutò irrimediabilmente il destino: sette unità furono affondate durante la guerra, due divennero prede belliche per Francia e Jugoslavia e solo due furono impiegate, nel dopoguerra, per lo scopo per il quale erano state costruite.

## Contesto
Nel 1936 era stata completata la riorganizzazione dei servizi di linea, merci e passeggeri, della marina mercantile italiana, con la costituzione delle quattro compagnie di navigazione (Adriatica di Navigazione, Italia di Navigazione, Lloyd Triestino e Tirrenia di Navigazione) controllate dalla Finmare. In seguito, fu deciso di incentivare la modernizzazione della flotta mercantile italiana, concedendo incentivi alla cantieristica e agli armatori tramite la legge Benni del 1938. La Tirrenia sfruttò questi incentivi per ordinare una serie di undici navi da carico gemelle, da destinare alle linee per il Nord Europa (la Linea 36, con scali a Fiume, Trieste, Bari, Catania, Messina, Palermo, Londra. Amburgo, Anversa e Rotterdam, e la Linea 37, che invece prevedeva soste a Genova, Savona, Livorno, Napoli, Messina, Catania, Palermo, Londra, Amburgo, Anversa e Rotterdam).
Quattro navi furono assegnate al cantiere Odero-Terni-Orlando del Muggiano, con ordine firmato il 31 gennaio 1939; altre cinque furono ordinate ai Cantieri navali del Quarnaro di Fiume il 2 febbraio, mentre l'ordine delle ultime due fu assegnato, sempre al cantiere fiumano, il 19 maggio.

## Caratteristiche
Pensate per un servizio merci, le unità potevano trasportare fino a 12 passeggeri, per i quali erano disponibili dieci cabine (otto singole e due doppie), tutte con servizi privati. Le sale pubbliche comprendevano una sala di convegno e bar con 18 posti e una sala da pranzo da 16 posti. Le navi avevano una portata lorda di circa 4 100 tonnellate e disponevano di cinque stive, con una capacità complessiva di 7 083 m³. Le stive 1, 4 e 5 erano caricate per mezzo di bighi, la 2 e la 3 mediante gru elettriche.
Lo scafo, in acciaio saldato e chiodato, era diviso longitudinalmente da sette paratie stagne; i ponti erano cinque, due dei quali (il ponte principale e quello di coperta) continui da poppa a prua. Dopo lo scoppio della Seconda Guerra Mondiale il progetto fu modificato per rendere le navi più resistenti ad eventuali falle derivanti da attacchi: le paratie stagne furono alzate fino al ponte di coperta, la stiva 4 fu divisa da un'ulteriore paratia stagna e la stiva 5 fu riempita di sughero.
Le navi erano spinte da un motore LS 688 C della FIAT Grandi Motori, che erogava 4 375 cavalli a 125 giri al minuto. Direttamente collegato all'elica, consentiva alle navi di raggiungere una velocità di crociera di 14,75 nodi.

## Servizio

### Foscolo
La prima nave della serie ad essere impostata fu la Foscolo, la cui costruzione fu iniziata sugli scali dei cantieri navali del Quarnaro il 10 agosto 1939. Fu varata il 19 novembre 1941 con madrina la vedova di Bruno Caleari, Medaglia d'oro al valor militare. Consegnata alla Tirrenia il 14 luglio 1942, fu requisita dal Ministero della Marina e impiegata nei collegamenti con Tripoli e Bengasi. Il 21 novembre 1942 fu danneggiata una prima volta, con due dispersi. Alle 21:58 del 13 dicembre fu attaccata da uno squadrone di aerosiluranti Fairey Albacore della Fleet Air Arm, mentre si trovava al largo di Marsala in navigazione tra Napoli e Tripoli con a bordo un carico di carburanti. La Foscolo affondò in pochi minuti, causando la morte di 13 marittimi.

### D'Annunzio
La D'Annunzio fu impostata, sempre ai cantieri navali del Quarnaro, il 31 luglio del 1940 e fu varata il 18 dicembre 1941. Consegnata alla Tirrenia il 25 settembre 1942, fu anch'essa requisita e destinata ai collegamenti con il Nord Africa. Il 21 novembre dello stesso anno fu danneggiata durante un bombardamento a Tripoli; le stive di prua si allagarono e la nave si adagiò sul fondale. La D'Annunzio fu rimessa in galleggiamento e riparata, facendo ritorno in Italia il 3 dicembre e riprendendo il servizio. Nella notte tra 15 e 16 gennaio 1943, in navigazione da Tripoli alla Sicilia scortata dalla torpediniera Perseo, la nave fu attaccata e affondata da un gruppo di unità militari britanniche, tra le quali la HMS Javelin e la HMS Paladin. 

### Monti
La Monti fu la prima delle unità costruite presso il cantiere navale del Muggiano, dove fu impostata il 21 febbraio 1940 e varata il 21 dicembre 1941. Fu consegnata alla Tirrenia il 14 agosto 1942 e immediatamente requisita dalla Regia Marina. Il 2 settembre, mentre era in navigazione tra Messina e Crotone, fu attaccata da degli aerosiluranti, subendo gravi danni ma non affondando; fu quindi presa a rimorchio e rimandata al cantiere del Muggiano, dove fu riparata e rimessa in servizio. Il 22 marzo 1943, mentre era in navigazione tra Napoli e Biserta, subì un altro attacco aereo e affondò, causando la morte di 22 membri dell'equipaggio.

### Oriani (poi Cagliari)
La Oriani fu una delle poche unità della classe a sopravvivere alla guerra. Impostata il 21 febbraio 1940 e varata il 4 giugno 1942, fu consegnata alla Tirrenia il 1 dicembre e, come le altre unità della classe, requisita dalla Regia Marina. Durante la guerra fu silurata in due occasioni, il 1 marzo 1943 e il 21 luglio dello stesso anno. Portata al cantiere navale di La Spezia per le riparazioni, dopo l'8 settembre fu sequestrata dai tedeschi; non ancora in grado di navigare, fu affondata il 21 gennaio 1944 per ostruire il porto. Considerata un relitto alla fine delle ostilità, fu riacquistata dalla Tirrenia, che ne commissionò il recupero. L'operazione fu completata il 20 giugno 1946 e la nave fu inviata ai cantieri navali di La Spezia, dove le riparazioni furono concluse nell'ottobre 1947. Rinominata Cagliari, la nave fu noleggiata al Lloyd Triestino, che la destinò ad espletare le linee per le Indie: la nave partì il 19 novembre per il primo viaggio, facendo scalo a Napoli, Alessandria, Massaua, Aden e Bombay.
Nel maggio dell'anno seguente la Cagliari fu inviata ai cantieri della Navalmeccanica, Bacini e Scali Napoletani per convertirla in nave mista merci-passeggeri: furono aggiunte sistemazioni per 227 passeggeri, in parte ricavate nelle stive. La nave fu riconsegnata alla Tirrenia il 27 agosto 1948, venendo destinata prima alla linea Civitavecchia - Olbia e poi alla Napoli - Palermo, in coppia con la gemella Giosuè Borsi. Nel 1953, con l'entrata in servizio delle unità della classe Regione, la Cagliari fu inviata ai Bacini e Scali Napoletani, per essere riconvertita in nave merci. I lavori durarono dal 28 maggio al 26 luglio 1953; in seguito la nave fu riconsegnata alla Tirrenia e destinata alle linee per il Nord Europa, come originariamente previsto 15 anni prima. In particolare, fu impiegata sulla Linea 36, che prevedeva scali a Venezia, Bari, Catania, Messina, Palermo, Napoli, Londra, Amburgo, Rotterdam, Anversa e, al ritorno, Savona (o Genova), Napoli, Messina, Catania, Bari e Trieste. Nel maggio 1975 la nave fu noleggiata all'Adriatica di Navigazione, con la quale la Tirrenia aveva concluso un accordo di cessione delle linee verso il Nord Europa, che furono integrate con i servizi per il Medio Oriente. La Cagliari rimase in servizio per Adriatica insieme alla gemella Giosuè Borsi e alla Vallisarco fino al 23 agosto 1976, quando fu sostituita da traghetti ro-ro merci e posta in disarmo a Napoli. Acquistata da armatori ciprioti nel febbraio 1977, fu rinominata Lucky e rimase in servizio fino al 1979, quando fu venduta per la demolizione, effettuata a Vado Ligure ad agosto.

### Manzoni
La Manzoni fu impostata ai cantieri navali del Quarnaro il 10 agosto 1939 e varata il 18 giugno del 1942. Dopo le prove in mare fu consegnata alla Tirrenia il 15 dicembre 1942, venendo requisita dal Ministero della Marina. Il 22 marzo 1943, mentre era in navigazione tra Biserta e Napoli, fu attaccata e affondata da dei bombardieri Vickers Wellington del 221º Squadrone della RAF.

### Tommaseo
La Tommaseo fu impostata presso i cantieri navali del Quarnaro il 3 giugno 1940 e varata il 24 ottobre 1942. Fu consegnata alla Tirrenia il 15 febbraio 1943 e immediatamente requisita. Sopravvissuta senza danni a un bombardamento subito a Tunisi nell'aprile 1943, un mese dopo fu danneggiata durante un bombardamento del porto di Catania. Il 16 maggio la nave partì per Napoli, dove si intendeva ripararla, ma poco dopo la partenza fu colpita da un siluro, che causò l'allagamento di diversi compartimenti, compreso il locale apparato motore. La nave fu rimorchiata a Catania, dove, viste le condizioni gravemente compromesse e l'esposizione ai bombardamenti, fu via via abbandonata dall'equipaggio. La Tommaseo fu autoaffondata nel porto di Catania il 26 luglio 1943.

### Alfieri
La Alfieri fu varata presso i cantieri del Quarnaro il 20 febbraio 1943. Consegnata alla Tirrenia il 28 maggio 1943, fu inizialmente impiegata per collegamenti tra porti nell'Adriatico. Il 22 luglio, mentre si trovava a Milazzo proveniente da Napoli, subì un primo attacco aereo, dalla quale uscì senza danni. Per evitare ulteriori attacchi alla città la nave fu trasferita a Messina, da dove partì, con un convoglio diretto a Napoli, il 29 luglio. Mentre era in navigazione, il convoglio subì un attacco aereo, durante il quale la Alfieri fu danneggiata gravemente, ma non affondò. Il giorno seguente la nave fu presa a rimorchio da due rimorchiatori provenienti da Napoli, ma fu nuovamente attaccata e affondata.

### Pascoli
La Pascoli fu costruita al cantiere navale del Muggiano, dove fu impostata il 25 ottobre 1941 e varata il 22 agosto 1943.  Il 5 aprile 1944, ancora incompleta, fu presa d'autorità dai tedeschi, che la assegnarono alla Mittelmeer Reederei. Il 24 luglio la nave partì per Marsiglia, dove fu autoaffondata il mese successivo. Considerata preda bellica dalla Francia, fu recuperata, riparata e rimessa in servizio per la Compagnie de Navigation Mixte, con il nome di Djebel Nador. In seguito passò di mano diverse volte; nel 1968, mentre era in viaggio tra Spalato e Gibuti, la nave si incagliò sulle coste del Mozambico.

### Leopardi
La Leopardi fu impostata ai cantieri del Quarnaro il 27 novembre 1941, venendo poi varata il 22 maggio 1943. Dopo la firma dell'armistizio l'8 settembre 1943, la Tirrenia tentò di fare in modo che la nave, ancora incompleta, raggiungesse il porto di Bari, sotto controllo alleato. La sera del 10 settembre la Leopardi partì dal cantiere, con a bordo anche 200 militari della Regia Marina, 20 operai e un migliaio circa di civili e militari italiani sbandati; la nave fu però intercettata da due unità militari tedesche e riportata a Venezia. A fine settembre la nave partì per il Pireo, dove giunse il 19 ottobre; l'equipaggio della Tirrenia fu sbarcato e la nave passò direttamente sotto gestione tedesca, venendo impiegata nell'Egeo con il nome di Leda. Il 2 febbraio 1944 la nave fu affondata.

### Giosuè Borsi
La Giosuè Borsi fu impostata sugli scali del cantiere navale del Muggiano il 29 dicembre 1941. La costruzione procedette a rilento, sia per la difficoltà nell'approvvigionamento dei materiali dovuta alla guerra in corso, sia perché la nave fu utilizzata come fonte di ricambi per la gemella Oriani, gravemente danneggiata. Al momento dell'armistizio dell'8 settembre, la nave si trovava ancora sullo scalo, completa per il 50%, e i lavori di costruzione furono sospesi. Pur danneggiata dai bombardamenti e dal prelievo di materiali e macchinari da parte dei tedeschi, la Giosuè Borsi sopravvisse alla guerra: i lavori di costruzione furono ripresi nel giugno 1945 e la nave fu varata il 28 aprile 1946. Consegnata alla Tirrenia l'11 gennaio 1947, fu noleggiata all'Adriatica di Navigazione, che la mise in servizio sulla linea Genova - Alessandria d'Egitto.
Scaduto il noleggio, nel settembre 1948 la Giosuè Borsi fu inviata ai Bacini di Napoli per aggiungere delle sistemazioni passeggeri, in modo simile a quanto fatto per la gemella Oriani. Riconsegnata alla Tirrenia il 27 dicembre 1948, fu destinata alla Napoli - Palermo, affiancandosi alla Città di Tunisi fino al 1953. Nel maggio di quell'anno, in virtù del fatto che i servizi passeggeri erano ormai coperti dalle nuove unità della classe Regione, la nave fu riconvertita in nave da carico e dal primo giugno andò a riattivare, insieme alla gemella Cagliari (ex Oriani), la Linea 36 tra Adriatico e Nord Europa, per la quale era stata concepita 15 anni prima. Nel gennaio 1976, in seguito all'assegnazione della linea all'Adriatica, fu noleggiata a quest'ultima compagnia. Il noleggio durò fino all'8 luglio 1976, quando la Giosuè Borsi fu sostituita da un'unità ro-ro merci e fu posta in disarmo a Napoli. Nel febbraio 1977 venduta ad un armatore cipriota. Rinominata Dawn, nell'agosto 1979 fu demolita a Vado Ligure.

### Vittorio Locchi
La Vittorio Locchi fu impostata il 1 luglio 1942 presso i cantieri navali del Quarnaro, dove fu poi varata il 7 maggio 1944. Sequestrata dai tedeschi e rinominata Kuckuck, non entrò mai in servizio, venendo affondata presso il cantiere il 24 febbraio 1945. Recuperata e dichiarata preda bellica dalla Jugoslavia, fu completata il 12 novembre 1951 e affidata, con il nome di Ucka, alla Jugolinija. Fu demolita nel 1978 a Spalato.

## Unità della classe
| Nome                  | Immagine | Cantiere                                           | Varo             | Consegna          | Rotta principale        | Destino finale                                                           |
| --------------------- | -------- | -------------------------------------------------- | ---------------- | ----------------- | ----------------------- | ------------------------------------------------------------------------ |
| Foscolo               |          | Cantieri navali del Quarnaro, Fiume                | 19 novembre 1941 | 14 luglio 1942    | -                       | affondata da aerosiluranti della Fleet Air Arm il 13 dicembre 1942       |
| D'Annunzio            |          | Cantieri navali del Quarnaro, Fiume                | 18 dicembre 1941 | 25 settembre 1942 | -                       | affondata al largo di Lampedusa il 16 gennaio 1943                       |
| Monti                 |          | Cantiere navale del Muggiano (Odero-Terni-Orlando) | 21 dicembre 1941 | 14 agosto 1942    | -                       | affondata il 22 marzo 1943                                               |
| Oriani (poi Cagliari) |          | Cantiere navale del Muggiano (Odero-Terni-Orlando) | 4 giugno 1942    | 1 dicembre 1942   | Adriatico - Nord Europa | demolita a Vado Ligure nell'agosto 1979                                  |
| Manzoni               |          | Cantieri navali del Quarnaro, Fiume                | 18 giugno 1942   | 15 dicembre 1942  | -                       | affondata il 22 marzo 1943                                               |
| Tommaseo              |          | Cantieri navali del Quarnaro, Fiume                | 24 ottobre 1942  | 15 febbraio 1943  | -                       | autoaffondata il 26 luglio 1943                                          |
| Alfieri               |          | Cantieri navali del Quarnaro, Fiume                | 20 febbraio 1943 | 28 maggio 1943    | -                       | affondata il 30 luglio 1943                                              |
| Pascoli               |          | Cantiere navale del Muggiano (Odero-Terni-Orlando) | 22 agosto 1943   | 5 aprile 1944     | -                       | preda bellica della Francia; incagliata il 30 dicembre 1968 in Mozambico |
| Leopardi              |          | Cantieri navali del Quarnaro, Fiume                | 22 maggio 1943   |                   | -                       | affondata nell'Egeo il 2 febbraio 1944                                   |
| Giosuè Borsi          |          | Cantiere navale del Muggiano (Odero-Terni-Orlando) | 28 aprile 1946   | 11 gennaio 1947   | Adriatico - Nord Europa | demolita a Vado Ligure nell'agosto 1979                                  |
| Vittorio Locchi       |          | Cantieri navali del Quarnaro, Fiume                | 7 maggio 1944    | 12 novembre 1951  | -                       | preda bellica della Jugoslavia; demolita nel 1978 a Spalato              |

## Origine dei nomi
Le navi furono tutte intitolate a poeti e scrittori, riprendendo una tradizione della compagnia Adria, confluita nella Tirrenia nel 1936. In particolare, le unità furono intitolate a:
- Ugo Foscolo
- Gabriele D'Annunzio
- Vincenzo Monti
- Alfredo Oriani
- Alessandro Manzoni
- Niccolò Tommaseo
- Vittorio Alfieri
- Giovanni Pascoli
- Giacomo Leopardi
- Giosuè Borsi
- Vittorio Locchi